# Папин, Алексей Васильевич
Алексе́й Васи́льевич Па́пин (род. 6 октября 1987, Реутов, Московская область) — российский профессиональный боксёр и кикбоксер, выступающий в 1-й тяжёлой весовой категории. Мастер спорта России международного класса в любителях. Среди профессионалов действующий обязательный претендент на титул чемпиона мира по версии WBC (2020), и бывший чемпион по версии IBF International (2018—2019, 2019—2020) в 1-м тяжёлом весе. Действующий обладатель титула Eurasian Boxing Parliament Cruiser (2024)
Лучшая позиция в рейтинге BoxRec — 7-я (август 2024) и являлся 1-м среди российских боксёров первой тяжёлой весовой категории, а по рейтингам основных международных боксёрских организаций занял: 15-ю строчку рейтинга WBA  — входя в ТОП-10 лучших боксёров первого тяжёлого веса всего мира.
Чемпион мира WAKO (2011, лоу-кик) и трёхкратный чемпион Европы (2008, лоу-кик; 2010, лоу-кик; 2010, фулл-контакт). Абсолютный чемпион мира по кикбоксингу.

## Биография
Занимается кикбоксингом с 1994 года, первые тренеры — Константин Юрьевич Новиков, Сергей Николаевич Дёмин, Сергей Николаевич Васильев. Занимался в учебном центре «Пересвет», в 2006—2008 годах проходил срочную службу в ЦСКА.
В середине апреля 2023 года стало известно, что указом президента Украины Владимира Зеленского для Алексея Папина и ряда других российских спортсменов был запрещён въезд на Украину в течение 50 лет и введены другие экономические санкции.
Женат, дочери Елизавета и Василиса.

## Спортивная карьера

### Кикбоксинг
В 2006 году занял 1-е место на Кубке России среди клубных команд в фулл-контакте. В Первенстве России среди молодёжи занял 2-е место в фулл-контакте с двойным броском.
В 2007 году стал обладателем Кубка мира в Ялте в весовой категории до 81 килограмма.
В 2010 году Чемпион России, весовая категория 91 кг (Красноярск).
В 2010 году Чемпион России, весовая категория 91 кг (Белгород).
В 2010 году Чемпион России в разделе К-1, весовая категория 91 кг (Таганрог).

### Профессиональный бокс
Был спарринг-партнёром Григория Дрозда, Дмитрия Кудряшова, Александра Поветкина, Александра Усика.
21 ноября 2015 года дебютировал в профессиональном боксе, одержав победу техническим нокаутом в 4-м раунде.
23 июня 2018 в Жуковке (Россия) состоялся бой Алексея Папина с опытным 35-летним боксером из Намибии Уиллбифорсом Шихепо (25-9). По ходу боя Шихепо был в нокдауне в 1-м и дважды в 7-м раундах, в результате Папин победил техническим нокаутом в 8-м раунде и завоевал вакантный титул чемпиона по версии IBF International в 1-м тяжелом весе — ворвался в топ-15 рейтинга IBF.
30 августа 2024 года в Череповце (Вологодская область) победил известного опытного доминиканца Феликса Валеру (23-5) в главном поединке турнира «Бойцовский клуб РЕН ТВ». Бой проходил с преимуществом Папина. Начальный раунд был равным, Алексей акцентировал удары по туловищу, во втором раунде заметно потряс доминиканца. Первый раз Валера оказался на полу в третьем раунде после удара по печени. Четвертый отрезок прошел спокойно, а в 5-м раунде Папин снова акцентированно работал по туловищу что принесло результат - доминиканец оказался на полу. Рефери дал продолжить, но после ещё одной результативной серии от Папина и падения соперника судья снял с боя Валеру.

## Статистика в профессиональном боксе
В таблице перечислены результаты всех поединков боксёров.
В каждой строке указан результат поединка. Дополнительно номер поединка обозначен цветом, который обозначает итог поединка. Расшифровка обозначений и цветов представлена в нижеследующей таблице.
| Пример | Расшифровка                     |
| ------ | ------------------------------- |
|        | Победа                          |
|        | Ничья                           |
|        | Поражение                       |
|        | Планируемый поединок            |
|        | Поединок признан несостоявшимся |
| КО     | Нокаут                          |
| ТКО    | Технический нокаут              |
| PTS    | Решение судей (по очкам)        |
| UD     | Единогласное решение судей      |
| MD     | Решение большинства судей       |
| SD     | Раздельное решение судей        |
| RTD    | Отказ от продолжения боя        |
| DQ     | Дисквалификация                 |
| NC     | Поединок признан несостоявшимся |

| 19 поединков, 17 побед (16 нокаутом), 1 поражение. | 19 поединков, 17 побед (16 нокаутом), 1 поражение. | 19 поединков, 17 побед (16 нокаутом), 1 поражение. | 19 поединков, 17 побед (16 нокаутом), 1 поражение. | 19 поединков, 17 побед (16 нокаутом), 1 поражение.             | 19 поединков, 17 побед (16 нокаутом), 1 поражение. | 19 поединков, 17 побед (16 нокаутом), 1 поражение.                                                                  |
| Бой                                                | Рекорд                                             | Дата боя                                           | Соперник                                           | Место проведения боя                                           | Раундов, время                                     | Дополнительно |
| -------------------------------------------------- | -------------------------------------------------- | -------------------------------------------------- | -------------------------------------------------- | -------------------------------------------------------------- | -------------------------------------------------- | --- |
| 19                                                 | 17-1                                               | 24 мая 2024                                        | Айзек Чилемба (27-9-3)                             | Арена Балашиха, Балашиха                                       | KO (10)                                            | |
| 18                                                 | 16-1                                               | 29 октября 2022                                    | Игорь Вильчицкий (7-9)                             | Дворец спорта Якуба Коблева, Майкоп                            | KO (10), 2:21                                      | |
| 17                                                 | 15-1                                               | 29 октября 2022                                    | Сослан Асбаров (4-0)                               | Арена ЦСКА, Москва, Россия                                     | NC                                                 | |
| 16                                                 | 15-1                                               | 29 октября 2022                                    | Дамир Бельйо (26-0)                                | Дворец гимнастики Ирины Винер-Усмановой, Москва, Россия        | TKO 2 (10)                                         | |
| 15                                                 | 14-1                                               | 27 мая 2022                                        | Дилан Прашович (15-2)                              | Хоккейная академия «Авангард», Омск, Омская область, Россия    | KO 2 (10), 1:30                                    | |
| 14                                                 | 13-1                                               | 2 апреля 2021                                      | Вацлав Пейсар (15-10)                              | УСК «Крылья Советов», Москва, Россия                           | TKO 1 (10), 2:10                                   | |
| 13                                                 | 12-1                                               | 22 августа 2020                                    | Руслан Файфер (25-1)                               | «Пирамида», Казань, Россия                                     | TKO 6 (12), 0:36                                   | Завоевал статус обязательного претендента на титул чемпиона мира по версии WBC в 1-м тяжёлом весе.                  |
| 12                                                 | 11-1                                               | 24 августа 2019                                    | Илунга Макабу (25-2)                               | ДС «Трактор», Челябинск, Россия                                | MD 12 (12)                                         | Счёт: 114-114, 113-115 (дважды). Бой за титул чемпиона по версии WBC Silver (1-я защита Макабу) в 1-м тяжёлом весе. |
| 11                                                 | 11-0                                               | 16 июня 2019                                       | Александру Жур (18-3)                              | Екатеринбург, Свердловская область, Россия                     | KO 3 (10), 0:19                                    | Завоевал вакантный титул чемпиона по версии IBF International в 1-м тяжёлом весе.                                   |
| 10                                                 | 10-0                                               | 23 июня 2018                                       | Уиллбифорс Шихепо (25-9)                           | Floyd Mayweather Boxing Academy, Жуковка, Россия               | TKO 8 (12), 0:24                                   | Завоевал вакантный титул чемпиона по версии IBF International. Шихепо в нокдауне в 1-м и дважды в 7-м раундах.      |
| 9                                                  | 9-0                                                | 27 ноября 2017                                     | Исмаил Силлах (25-4)                               | ГКЦЗ «Россия», Москва, Россия                                  | KO 1 (10), 2:07                                    | |
| 8                                                  | 8-0                                                | 26 августа 2017                                    | Маркос Антонио Аумада (17-4)                       | Воронеж, Россия                                                | KO 3 (10), 2:31                                    | |
| 7                                                  | 7-0                                                | 27 мая 2017                                        | Рохелио Омар Росси (19-5-1)                        | Event-Hall, Солнечный, Воронежская область, Россия             | KO 2 (8), 1:20                                     | Счёт: 10-9 (трижды).                                                                                                |
| 6                                                  | 6-0                                                | 4 марта 2017                                       | Серхио Альберто Анхель (12-1-1)                    | Арена «Балашиха», Балашиха, Московская область, Россия         | TKO 1 (8), 2:04                                    | |
| 5                                                  | 5-0                                                | 17 декабря 2016                                    | Исраэль Дуффус (11-3)                              | Екатеринбург-ЭКСПО, Екатеринбург, Свердловская область, Россия | TKO 5 (6), 2:58                                    | Счёт: 40-33 (трижды).                                                                                               |
| 4                                                  | 4-0                                                | 9 сентября 2016                                    | Хорхе Родригес Оливера (28-13)                     | Крылья Советов, Москва, Россия                                 | ТКО 1 (6), 1:10                                    | |
| 3                                                  | 3-0                                                | 21 мая 2016                                        | Юрий Быховцев (9-8-2)                              | Мегаспорт, Москва, Россия                                      | UD 6 (6)                                           | Счёт: 60-54, 60-55 (дважды).                                                                                        |
| 2                                                  | 2-0                                                | 13 февраля 2016                                    | Илья Рольгейзер (3-2-0)                            | Boxing & Gym Academy, Москва, Россия                           | RTD 4 (6), 3:00                                    | |
| 1                                                  | 1-0                                                | 21 ноября 2015                                     | Сергей Белошапкин (12-17-1)                        | KRC Arbat, Москва, Россия                                      | TKO 4 (4), 1:27                                    | |
| Бой                                                | Рекорд                                             | Дата боя                                           | Соперник                                           | Место проведения боя                                           | Раундов, время                                     | Дополнительно |

## Титулы

### Кикбоксинг (профессионалы)
- 2011  Чемпион России в тяжёлой весовой категории (Фулл-контакт)[9].
- 2012  Чемпион мира ISKA в весовой категории до 95 кг (Лоу-кик).
- 2012  Чемпион мира W5 в весовой категории до 91 кг[10][11].
- 2013  Чемпион мира WAKO PRO в весовой категории до 94,1 кг (Лоу-кик)[12].

### Кикбоксинг (любители)
- 2008  Чемпион Европы WAKO в весовой категории до 86 кг (Лоу-кик). (Порту, Португалия)
- 2009  Бронзовый призёр чемпионата мира WAKO в весовой категории свыше 91 кг (K-1). (Филлах, Австрия)
- 2010  Чемпион Европы WAKO в весовой категории до 91 кг (Лоу-кик). (Баку, Азербайджан)
- 2010  Чемпион Европы WAKO в весовой категории до 91 кг (Фулл-контакт). (Лутракион, Греция)
- 2011  Обладатель Кубка мира WAKO в весовой категории до 91 кг (Фулл-контакт). (Римини, Италия)
- 2011  Обладатель Бриллиантового Кубка мира WAKO в весовой категории до 91 кг (K-1). (Анапа, Россия)
- 2011  Чемпион мира WAKO в весовой категории до 91 кг (Лоу-кик). (Скопье, Македония)
- 2012  Бронзовый призёр чемпионата Европы WAKO в весовой категории до 91 кг (Лоу-кик). (Анкара, Турция)